# Lista planetelor minore/22901–23000
Aceasta este Lista planetelor minore/22901–23000; pentru a naviga prin lista completă vezi Lista planetelor minore.
Pentru ale detalii vezi și Proiect:Astronomie sau Portal:Astronomie.
| Nume                   | Denumire provizorie | Data descoperirii | Locul descoperirii     | Descoperitor(i)              |
| ---------------------- | ------------------- | ----------------- | ---------------------- | ---------------------------- |
| 22901 Ivanbella        | 1999 TY15           | 12 octombrie 1999 | Ondřejov⁠(d)            | P. Kušnirák⁠(d), P. Pravec⁠(d) |
| 22902 -                | 1999 TH17           | 15 octombrie 1999 | Višnjan Observatory⁠(d) | K. Korlević                  |
| 22903 -                | 1999 TU18           | 14 octombrie 1999 | Monte Agliale⁠(d)       | S. Donati⁠(d)                 |
| 22904 -                | 1999 TL19           | 9 octombrie 1999  | Uto⁠(d)                 | F. Uto⁠(d)                    |
| 22905 Liciniotoso      | 1999 TO19           | 14 octombrie 1999 | Farra d'Isonzo         | Farra d'Isonzo               |
| 22906 Lisauckis        | 1999 TQ25           | 3 octombrie 1999  | Socorro                | LINEAR                       |
| 22907 van Voorthuijsen | 1999 TL26           | 3 octombrie 1999  | Socorro                | LINEAR                       |
| 22908 Bayefsky-Anand   | 1999 TK27           | 3 octombrie 1999  | Socorro                | LINEAR                       |
| 22909 Gongmyunglee     | 1999 TJ28           | 4 octombrie 1999  | Socorro                | LINEAR                       |
| 22910 Ruiwang          | 1999 TM30           | 4 octombrie 1999  | Socorro                | LINEAR                       |
| 22911 Johnpardon       | 1999 TX30           | 4 octombrie 1999  | Socorro                | LINEAR                       |
| 22912 Noraxu           | 1999 TF31           | 4 octombrie 1999  | Socorro                | LINEAR                       |
| 22913 Brockman         | 1999 TO32           | 4 octombrie 1999  | Socorro                | LINEAR                       |
| 22914 -                | 1999 TU36           | 13 octombrie 1999 | Anderson Mesa          | LONEOS                       |
| 22915 -                | 1999 TA40           | 3 octombrie 1999  | Catalina               | CSS                          |
| 22916 -                | 1999 TX40           | 5 octombrie 1999  | Catalina               | CSS                          |
| 22917 -                | 1999 TA77           | 10 octombrie 1999 | Kitt Peak              | Spacewatch                   |
| 22918 -                | 1999 TZ80           | 11 octombrie 1999 | Kitt Peak              | Spacewatch                   |
| 22919 Shuwan           | 1999 TR91           | 2 octombrie 1999  | Socorro                | LINEAR                       |
| 22920 Kaitduncan       | 1999 TF94           | 2 octombrie 1999  | Socorro                | LINEAR                       |
| 22921 Siyuanliu        | 1999 TG95           | 2 octombrie 1999  | Socorro                | LINEAR                       |
| 22922 Sophiecai        | 1999 TF97           | 2 octombrie 1999  | Socorro                | LINEAR                       |
| 22923 Kathrynblair     | 1999 TM97           | 2 octombrie 1999  | Socorro                | LINEAR                       |
| 22924 Deshpande        | 1999 TH101          | 2 octombrie 1999  | Socorro                | LINEAR                       |
| 22925 -                | 1999 TH104          | 3 octombrie 1999  | Socorro                | LINEAR                       |
| 22926 -                | 1999 TK106          | 4 octombrie 1999  | Socorro                | LINEAR                       |
| 22927 Blewett          | 1999 TW110          | 4 octombrie 1999  | Socorro                | LINEAR                       |
| 22928 Templehe         | 1999 TS111          | 15 octombrie 1999 | Socorro                | LINEAR                       |
| 22929 Seanwahl         | 1999 TL126          | 4 octombrie 1999  | Socorro                | LINEAR                       |
| 22930 -                | 1999 TN128          | 5 octombrie 1999  | Socorro                | LINEAR                       |
| 22931 -                | 1999 TB132          | 6 octombrie 1999  | Socorro                | LINEAR                       |
| 22932 Orenbrecher      | 1999 TU136          | 6 octombrie 1999  | Socorro                | LINEAR                       |
| 22933 Mareverett       | 1999 TZ141          | 7 octombrie 1999  | Socorro                | LINEAR                       |
| 22934 -                | 1999 TN155          | 7 octombrie 1999  | Socorro                | LINEAR                       |
| 22935 -                | 1999 TO155          | 7 octombrie 1999  | Socorro                | LINEAR                       |
| 22936 Ricmccutchen     | 1999 TR172          | 10 octombrie 1999 | Socorro                | LINEAR                       |
| 22937 Nataliavella     | 1999 TZ172          | 10 octombrie 1999 | Socorro                | LINEAR                       |
| 22938 Brilawrence      | 1999 TS173          | 10 octombrie 1999 | Socorro                | LINEAR                       |
| 22939 Handlin          | 1999 TU173          | 10 octombrie 1999 | Socorro                | LINEAR                       |
| 22940 Chyan            | 1999 TF178          | 10 octombrie 1999 | Socorro                | LINEAR                       |
| 22941 -                | 1999 TG194          | 12 octombrie 1999 | Socorro                | LINEAR                       |
| 22942 Alexacourtis     | 1999 TZ205          | 13 octombrie 1999 | Socorro                | LINEAR                       |
| 22943 -                | 1999 TV209          | 14 octombrie 1999 | Socorro                | LINEAR                       |
| 22944 Sarahmarzen      | 1999 TB216          | 15 octombrie 1999 | Socorro                | LINEAR                       |
| 22945 Schikowski       | 1999 TY216          | 15 octombrie 1999 | Socorro                | LINEAR                       |
| 22946 -                | 1999 TH218          | 15 octombrie 1999 | Socorro                | LINEAR                       |
| 22947 Carolsuh         | 1999 TW218          | 15 octombrie 1999 | Socorro                | LINEAR                       |
| 22948 -                | 1999 TR222          | 2 octombrie 1999  | Anderson Mesa          | LONEOS                       |
| 22949 -                | 1999 TH238          | 4 octombrie 1999  | Catalina               | CSS                          |
| 22950 -                | 1999 TO241          | 4 octombrie 1999  | Catalina               | CSS                          |
| 22951 -                | 1999 TA243          | 4 octombrie 1999  | Anderson Mesa          | LONEOS                       |
| 22952 -                | 1999 TF243          | 5 octombrie 1999  | Anderson Mesa          | LONEOS                       |
| 22953 -                | 1999 TW245          | 7 octombrie 1999  | Catalina               | CSS                          |
| 22954 -                | 1999 TU248          | 8 octombrie 1999  | Catalina               | CSS                          |
| 22955 -                | 1999 TH251          | 7 octombrie 1999  | Catalina               | CSS                          |
| 22956 -                | 1999 TK253          | 9 octombrie 1999  | Socorro                | LINEAR                       |
| 22957 Vaintrob         | 1999 TR270          | 3 octombrie 1999  | Socorro                | LINEAR                       |
| 22958 Rohatgi          | 1999 TC288          | 10 octombrie 1999 | Socorro                | LINEAR                       |
| 22959 -                | 1999 UY1            | 16 octombrie 1999 | Fountain Hills⁠(d)      | C. W. Juels⁠(d)               |
| 22960 -                | 1999 UE4            | 27 octombrie 1999 | Višnjan Observatory⁠(d) | K. Korlević                  |
| 22961 -                | 1999 UM14           | 29 octombrie 1999 | Catalina               | CSS                          |
| 22962 -                | 1999 UH15           | 29 octombrie 1999 | Catalina               | CSS                          |
| 22963 -                | 1999 UN24           | 28 octombrie 1999 | Catalina               | CSS                          |
| 22964 -                | 1999 UV28           | 31 octombrie 1999 | Kitt Peak              | Spacewatch                   |
| 22965 -                | 1999 UX40           | 16 octombrie 1999 | Socorro                | LINEAR                       |
| 22966 -                | 1999 UM45           | 31 octombrie 1999 | Catalina               | CSS                          |
| 22967 -                | 1999 VK4            | 1 noiembrie 1999  | Catalina               | CSS                          |
| 22968 -                | 1999 VB5            | 5 noiembrie 1999  | Višnjan Observatory⁠(d) | K. Korlević                  |
| 22969 -                | 1999 VD6            | 5 noiembrie 1999  | Oizumi                 | T. Kobayashi                 |
| 22970 -                | 1999 VT8            | 8 noiembrie 1999  | Fountain Hills⁠(d)      | C. W. Juels⁠(d)               |
| 22971 -                | 1999 VY8            | 9 noiembrie 1999  | Fountain Hills         | C. W. Juels                  |
| 22972 -                | 1999 VR12           | 11 noiembrie 1999 | Fountain Hills         | C. W. Juels                  |
| 22973 -                | 1999 VW16           | 2 noiembrie 1999  | Kitt Peak              | Spacewatch                   |
| 22974 -                | 1999 VN21           | 12 noiembrie 1999 | Višnjan Observatory⁠(d) | K. Korlević                  |
| 22975 -                | 1999 VR23           | 14 noiembrie 1999 | Fountain Hills⁠(d)      | C. W. Juels⁠(d)               |
| 22976 -                | 1999 VY23           | 13 noiembrie 1999 | Kashihara⁠(d)           | F. Uto⁠(d)                    |
| 22977 -                | 1999 VF24           | 15 noiembrie 1999 | Fountain Hills⁠(d)      | C. W. Juels⁠(d)               |
| 22978 Nyrölä           | 1999 VO24           | 14 noiembrie 1999 | Nyrola⁠(d)              | Nyrola⁠(d)                    |
| 22979 -                | 1999 VG25           | 13 noiembrie 1999 | Oizumi                 | T. Kobayashi                 |
| 22980 -                | 1999 VL27           | 3 noiembrie 1999  | Catalina               | CSS                          |
| 22981 Katz             | 1999 VN30           | 3 noiembrie 1999  | Socorro                | LINEAR                       |
| 22982 Emmacall         | 1999 VB31           | 3 noiembrie 1999  | Socorro                | LINEAR                       |
| 22983 Schlingheyde     | 1999 VY34           | 3 noiembrie 1999  | Socorro                | LINEAR                       |
| 22984 -                | 1999 VP36           | 3 noiembrie 1999  | Socorro                | LINEAR                       |
| 22985 -                | 1999 VY48           | 3 noiembrie 1999  | Socorro                | LINEAR                       |
| 22986 -                | 1999 VX50           | 3 noiembrie 1999  | Socorro                | LINEAR                       |
| 22987 Rebeckaufman     | 1999 VO53           | 4 noiembrie 1999  | Socorro                | LINEAR                       |
| 22988 Jimmyhom         | 1999 VN58           | 4 noiembrie 1999  | Socorro                | LINEAR                       |
| 22989 Loriskopp        | 1999 VY61           | 4 noiembrie 1999  | Socorro                | LINEAR                       |
| 22990 Mattbrenner      | 1999 VA62           | 4 noiembrie 1999  | Socorro                | LINEAR                       |
| 22991 Jeffreyklus      | 1999 VX62           | 4 noiembrie 1999  | Socorro                | LINEAR                       |
| 22992 Susansmith       | 1999 VR65           | 4 noiembrie 1999  | Socorro                | LINEAR                       |
| 22993 Aferrari         | 1999 VX65           | 4 noiembrie 1999  | Socorro                | LINEAR                       |
| 22994 Workman          | 1999 VH66           | 4 noiembrie 1999  | Socorro                | LINEAR                       |
| 22995 Allenjanes       | 1999 VM67           | 4 noiembrie 1999  | Socorro                | LINEAR                       |
| 22996 De Boo           | 1999 VP70           | 4 noiembrie 1999  | Socorro                | LINEAR                       |
| 22997 -                | 1999 VT70           | 4 noiembrie 1999  | Socorro                | LINEAR                       |
| 22998 Waltimyer        | 1999 VY70           | 4 noiembrie 1999  | Socorro                | LINEAR                       |
| 22999 Irizarry         | 1999 VS81           | 5 noiembrie 1999  | Socorro                | LINEAR                       |
| 23000 -                | 1999 VU87           | 7 noiembrie 1999  | Socorro                | LINEAR                       |